# Jurij Wynnyczuk
Jurij Pawłowycz Wynnyczuk (ukr. Ю́рій Па́влович Винничу́к, ur. 18 marca 1952 w Stanisławowie) – ukraiński pisarz, filolog, dziennikarz, redaktor.

## Życiorys
Wykształcenie zdobył w Iwano-Frankiwskim Instytucie Pedagogicznym im. Wasyla Stefanyka (obecnie Podkarpacki Uniwersytet Narodowy im. Wasyla Stefanyka). Studiował na wydziale filologicznym (1969–1973), był nauczycielem języka i literatury ukraińskiej. W 1974 przyjechał do Lwowa, pracował jako tragarz i malarz pokojowy.
W latach 1987–1991 prowadził lwowski teatr estradowy „Не журись!”. Był autorem materiałów tam wystawianych. W 1990 razem z S. Orobcem zakupił teatr i stworzył „Kabaret Jurija i Stefcia”. W latach 1991–1994 redaktor działu mistyki i sensacji gazety „Post-Постyп”. W 1995–1998 redaktor naczelny lwowskiej gazety „Гульвіса” (Batiar). W latach 1998–1999 pracował jako redaktor działu gazety „Поступ”. Członek Zrzeszenia Pisarzy Ukraińskich (od 1997).

## Twórczość
Autor tomiku poezji Відображення (1990), zbioru prozy Спалах (1990), Вікна застиглого часу (2001), Місце для дракона (2002), powieści: Ласкаво просимо в Щуроград (1992), Діви ночі (1992, 1993, 2003), Житіє гаремноє (1996), powieści Мальва. Ланда (2000), opracowań krajoznawczych: Легенди Львова (6 wydań, 1993–2003), Кнайпи Львова (2000, również po polsku – „Knajpy Lwowa”, 2001), Таємниці львівської кави (2001), encyklopedii mitów Книга бестій (2003).
Wybrane utwory pisarza wydane zostały w przekładzie angielskim pt. The Windows of Time Frozen (2000).
Autor antologii ukraińskiej fantastyki XIX wieku Огнений змій (1989), ukraińskiej bajki literackiej XIX wieku Срібна книга казок (1993), serii książek Юрій Винчук презентує (od 2002, 8 książek), Казкова скарбниця (od 2003, 3 książki).
Jego utwory były tłumaczone w Anglii, Argentynie, Białorusi, Kanadzie, Niemczech, Polsce, Serbii, USA, Francji, Chorwacji, Czechach. Na podstawie jego bajek nakręcono dwa filmy rysunkowe. Autor przekładów z języków celtyckich, słowiańskich oraz angielskiego.
Jego poezje stanowią część antologii Bohdana Zadury 100 wierszy wolnych z Ukrainy (Biuro Literackie, Kołobrzeg 2022, ISBN 978-83-67249-06-5).
Za cotygodniową stronę Juzia Obserwatora otrzymał tytuł „Halickiego rycerza” (1999). Dwukrotny laureat nagrody Książka Roku BBC, przyznawanej za najlepszą ukraińską książkę: w 2005 za powieść Весняні ігри в осінніх садах oraz w 2012 za powieść Танґо смерті (Tango śmierci). Ta ostatnia wydana również w języku polskim w 2018 roku przez wydawnictwo KEW.